# Миша Ракоција
Миша Ракоција (Ниш, 10. јун 1957) српски је историчар уметности и археолог. Специјалност му је средњовековна уметност, посебно рано хришћанство.

## Биографија
Основне студије Миша Ракоција завршио је 1982. године на Филозофском факултету Универзитета „Св. Кирил и Методиј“ у Скољу, на групи за Историју уметности са археологијом. На истом факултету похађао је посдипломске студије и магистрирао 2008. године, на групи за античку археологију, са темом „Ранохришћански споменици Ниша од IV до VII века“. Докторирао 2010. године на групи за историју уметности, са тезом „Византијске цркве Ниша од XI до XVII века“.
Од 1986. до 2020. године радио је у Заводу за заштиту споменика културе у Нишу као конзерватор.
Од 1998. до 2001. године био је асистент на Факултету уметности Универзитета у Нишу.
Од 2014. године предаје на Универзитету Метрополитан, центар у Нишу, до 2017. као асистент, а од 2018. као доцент. Предаје на основним студијским програмима: Историја дизајна, Историја уметности старог и средњег века, Историја уметности новог доба, Историја модерне и савремене уметности.
Учествовао је на бројним научним скуповима у земљи и иностранству (Беч, Београд, Сремска Митровица, Будимпешта, Скопље, Струмица, Пловдив, Софија, Зајечар, Солун, Јамбол).
Члан је Друштва историчара уметности Србије, Друштва конзерватора Србије и Друштва за промоцију хришћанске археологије Аустрије при Аустријској академји наука и уметности у Бечу (Verein zur förderung der christlichen archäologie Österreichs, Wien) .

### Специјалност
Миша Ракоција специјализовао се за средњовековну уметност, српску и византијску, посебно за рано хришћанство, као и поствизантијску архитектуру и зидно сликарство, са посебним усмерењем на историју дизајна кроз векове. Бави се документовањем, проучавањем, заштитом и ревитализацијом црквеног сликарства и архитектуре. Руководи и учествује на археолошким ископавањима, истраживачким и конзерваторско-рестаураторским радовима. Посебно изучава историјско-уметничку прошлост града Ниша, јужне и источне Србије од ранохришћанског и поствизантијског периода до краја 19. века, са посебним освртом на сликарство и архитектуру.

### Електронска издања
- Манастири и цркве Ниша (мултимедијални компакт диск, Ниш : Универзитет у Нишу, Студенски културни центар Ниш, 1999),
- Зборника радова Ниш и Византија (Електронска верзија на 10 компакт дискова, Ниш : Универзитет у Нишу, Град Ниш, НКЦ, 2002 – 2015).[12]

## Награде и признања
- Награда „Иницијал“ на сајму књига у Нишу за монографију и компакт диск „Манастири и цркве града Ниша“ (1999),
- Грамата захвалности патријарха Иринеја за истраживање, обнову и изградњу храма Св. Ђорђа у Каменици (2005),
- Признања на 10. Светосавском сајму књига у Нишу 2014. године, за књигу „Константинов град - старохришћански Ниш“ и за посебно издање зборника радова са међународног симпозијума византолога „Ниш и Византија“, под именом „Ниш и хришћанско наслеђе“, а због посебних заслуга за афирмацију и неговање традиције и баштине Ниша
- Признање у категорији „публикације из области архитектуре“ на 6. Тријеналу архитектуре у Нишу 2015. године за књигу „Константинов град старохришћански Ниш“.[3]